# Mario García Menocal
Pour les articles homonymes, voir Menocal.
Mario García Menocal, né le 17 décembre 1866 à Jagüey Grande dans la province de Matanzas à Cuba et mort le 7 septembre 1941 à Santiago de Cuba est un homme d'État cubain, président de la République de 1913 à 1921. Sous son mandat, Cuba participe à la Première Guerre mondiale.

## Biographie
Mario Garcia Menocal (1866-1941) fut le troisième président de Cuba. Ingénieur et major général de l'armée pendant la guerre d'indépendance de Cuba, il est devenu une personnalité publique de premier plan au cours des premières décennies de la République cubaine.
Mario Menocal est né dans la province de Matanzas le 17 décembre 1866. Lorsque la guerre de Dix Ans de Cuba (1868-1878) contre l'Espagne éclate deux ans plus tard, il est emmené aux États-Unis puis au Mexique, où son père s'installe. comme planteur de canne à sucre. À 13 ans, il se rend aux États-Unis pour fréquenter plusieurs écoles, obtenant un diplôme d'ingénieur de l'université Cornell en 1888.
Peu de temps après l'obtention de son diplôme, Menocal a commencé à exercer sa profession. Il a rejoint un oncle au Nicaragua qui étudiait la faisabilité d'un tracé de canal nicaraguayen. En 1891, Menocal retourna à Cuba et fut employé par une entreprise française. Il a étudié un projet de chemin de fer dans la province de Camagüey mais s'est rapidement impliqué dans les problèmes politiques de Cuba.
Lorsque les Cubains ont repris la guerre contre l'Espagne en 1895, Menocal les a rejoint. Il a combattu sous Máximo Gómez, Antonio Maceo et Calixto García, les principaux généraux de la guerre. En tant que soldat, il fait preuve d'un talent pour les affaires militaires et d'une aptitude certaine pour la stratégie, atteignant le grade de général. Lorsque les États-Unis déclarent la guerre à l'Espagne et interviennent à Cuba, Menocal est promu général de division chargé des provinces de La Havane et de Matanzas.
Pendant le gouvernement militaire américain de Cuba, Menocal a été nommé chef de la police de La Havane, poste qu'il n'a occupé que brièvement. Il est rapidement retourné à l'ingénierie, construisant la plantation de canne à sucre Chaparra pour la Cuban-American Sugar Company. Sous sa direction avisée, Chaparra est devenu l'un des plus grands domaines sucriers de ce type, dans le monde.
Homme d'affaires prospère, vétéran de la guerre d'indépendance et sa popularité croissante, Menocal s'est tourné vers la politique après l'indépendance de Cuba en 1902. En 1908, il s'est présenté sans succès à la présidence sur le ticket du parti conservateur, mais il a été élu en 1912, devenant Troisième président de Cuba.
Menocal a servi deux mandats (1913-1921). Au cours de sa première administration, l'éducation, la santé publique et la production agricole se sont améliorées. Il a introduit des réformes administratives et financières, en particulier la mise en place d'un système monétaire cubain. Il a renforcé les relations avec les États-Unis et a dénoncé la corruption de l'administration précédente. Au fil du temps, cependant, son administration s'est détériorée. La corruption c'est généralisée. L'opposition et la violence ont augmenté. Le régime a eu recours à des mesures répressives. La réélection de Menocal en 1917 a provoqué beaucoup de mécontentement. Les opposants se sont plaints de fraude.

### Influence américaine
Malgré les avertissements des États-Unis selon lesquels la révolution ne serait pas tolérée et que l'administration Menocal serait soutenue, le parti libéral, dirigé par l'ancien président José Miguel Gómez, a organisé une révolte infructueuse qui a été durement réprimée.
La supervision américaine des affaires cubaines et l'influence économique américaine ont augmenté pendant l'administration de Menocal. Le 7 avril 1917, un jour après que les États-Unis eurent déclaré la guerre à l'Allemagne, Menocal emmena Cuba dans la guerre. Cuba a émis des prêts aux États-Unis et des marines ont débarqué sur l'île, soi-disant à des fins de formation. Bien que la contribution de Cuba à l'effort de guerre ait été légère, Menocal a collaboré avec les États-Unis et a vendu la production de sucre de Cuba aux Alliés.
Cet arrangement a abouti à une courte période de grande prospérité appelée la « Danse des millions ». La prospérité a apporté la corruption, la spéculation et l'inflation. Lorsque les prix du sucre se sont effondrés en 1920, Cuba a plongé dans la dépression et la misère. À l'approche des élections de 1920, les États-Unis ont envoyé le major-général Enoch H. Crowder pour préparer un code électoral. Le contrôle américain des affaires cubaines augmentait et avec lui le nationalisme et l'anti-américanisme.
Après avoir cédé la présidence à Alfredo Zayas en 1921, Menocal est revenu aux affaires, mais il est toujours resté proche de la politique. Il est battu aux élections présidentielles de 1924. Lorsque le président Gerardo Machado a prolongé son mandat présidentiel, Menocal a participé à une expédition malheureuse et à un soulèvement contre le régime en août 1931. Il a fait une autre candidature infructueuse à la présidence en 1936 et a été membre de la convention qui a rédigé la Constitution de 1940. Peu de temps après, en 1941, il mourut à La Havane.